# 甲賀市コミュニティバス
甲賀市コミュニティバス（こうかしコミュニティバス）は、滋賀県甲賀市が運行するコミュニティバスの総称。運行は滋賀バス・シガ・エージェントシステム・滋賀タクシーに委託している。

## 概要
甲賀市内を走るJR草津線、信楽高原鐵道信楽線や近江鉄道本線の主要駅を基点に各地域を結ぶ形で運行されている。2004年の合併前の旧町で運行されていたコミュニティバスを引き継いだ路線が多いが、近年では支線系統がコミタク（デマンドバス）に移管されている。一部路線は西日本JRバス（亀草線・八幡線・近城線）代替バスである。三雲駅（湖南市）、石山寺駅（大津市）など市外へも路線を延ばしている。

## 運賃・乗車券類
障害者割引があり各種障害者手帳の提示により運賃半額となる。
「コミタク」と呼ばれるタクシー路線（後述）、及び予約型のデマンドバスも同額である。
運賃
- 市内区間 - 大人（中学生以上）250円、小人（小学生以下）130円。
朝宮線の［信楽駅 - 宮尻］間と湖南市内の全区間も含む[2]。
- 市外区間 - 大人（中学生以上）300円、小人（小学生以下）150円。
朝宮線の［宮尻 - 大石小学校前・京阪石山寺］間（大津市内）のみを乗車した場合も、その対象となる[3]。

乗車券類
- 定期券を販売している（通勤・通学定期、1カ月・3カ月・6カ月）[2]。ただし
- 回数券（15枚綴り）を販売している。大人（中学生以上）3,000円、小人（小学生以下）1,500円。障害者用回数券もある[2]。

一日乗車券
- 甲賀市コミュニティバス フリー乗車券
コミュニティバス各線とコミタク・デマンド路線が1日乗り放題となる[4]。
大人（中学生以上）500円、小人（小学生以下）250円。障害者は半額。
車内やあいくるバス近江土山営業所（「近江土山」停留所に併設）、滋賀バスの各営業所などで販売している。
- SKR・コミバス共通フリー乗車券
コミュニティバス各線・コミタクと信楽高原鐵道の全区間が1日乗り放題となる[4]。
大人（中学生以上）1,200円、小人（小学生以下）600円。障害者は半額。
信楽駅（列車運行時間帯のみ）、車内やあいくるバス近江土山営業所（「近江土山」停留所に併設）、滋賀バスの各営業所などで販売している。
- なお、一日乗車券で朝宮線の市外区間に乗車する場合、別途50円（小学生以下及び各種手帳保持者は20円）が必要となる[4]。

## 路線
停留所名の「○丁目」の表記は統一されていないため、ここでは漢数字で記述する。なお、カッコ内の停留所は一部便のみ経由する。

### 現行路線

#### バス
甲賀市内の各地区に路線を設けている。ここでは各地区ごとに分類して解説する。なお、路線や便によっては「土曜・休日・お盆（8月13日 - 8月16日）・年末年始（12月29日 - 翌年1月4日）運休」または「学休日運休」となることもあるが、正月三が日（1月1日 - 1月3日）は全路線の全便が運休する。

##### 水口地区
注記のない路線はすべて滋賀バスが運行。「はーとバス」という愛称がある。

###### 八田線
系統番号は［A1］。貴生川駅から甲賀市役所・水口台を経由し、八田口（はったぐち）・八田（はった）・下田の各停留所に至る路線であるが、水口駅・松尾などの各停留所を経由しない便も混在する。
八田口発着
- 貴生川駅 - みなくち診療所 - 貴生川二丁目 - 東内貴 - 川田神社 - スポーツの森西口 - 甲賀県事務所 - 甲賀市役所 - （宮の前） - （あいこうか市民ホール） - （水口西部コミセン） - （綾野天満宮） - （平和堂） - （綾野） - （平町）  - 水口駅  - 古城が丘（ - 水口東高校 - 城山中学校） - （甲賀病院） - （松尾口） - （松尾） - 水口台南口 - 第四水口台南 - 第四水口台 - ふみよ会館 - 桜ヶ丘東 - 桜ヶ丘 - 桜ヶ丘西 - 第三水口台東 - 第三水口台 - 南春日 - 春日 - 西春日 - 八田口

八田発着
- 貴生川駅 - みなくち診療所 - 川田神社 - スポーツの森西口 - 甲賀県事務所 - 甲賀市役所 - あいこうか市民ホール - 水口西部コミセン - 綾野天満宮 - 綾野 - 水口駅  - 古城が丘 - 甲賀病院 - 水口台南口 - 第四水口台 - ふみよ会館 - 桜ヶ丘 - 第三水口台 - 南春日 - 春日 - 八田口 - 八田

下田発着
- 貴生川駅 - みなくち診療所 - 川田神社 - スポーツの森西口 - 甲賀県事務所 - 甲賀市役所 - （宮の前） - （あいこうか市民ホール） - （綾野） - 平町 - 水口駅 - 古城が丘 - （甲賀病院） - （松尾口） - （松尾） - （水口台南口） - 第四水口台 - ふみよ会館 - 桜ヶ丘 - 第三水口台 - 南春日 - 春日 - 八田口 - （八田） - 松風苑 - 蛭子町 - 下田

備考
「甲賀病院」は診療時間帯のみ停車（曜日は問わない）。
［八田口→（松尾通過）水口駅→貴生川駅］間と［下田→水口駅→甲賀市役所→貴生川駅］間の各1便は学休期運休。なお、［貴生川駅→甲賀市役所→下田］間の「八田」停車は水口駅経由の2便のみ。
八田発着便の運行は平日の1往復のみ。
綾野経由の便は「あいこうか市民ホール」、「水口西部コミセン」、「綾野天満宮」、「綾野」に停車し、平町経由の便は「宮の前」、「平町」、「本町二丁目」に停車する。なお平和堂経由の便は「あいこうか市民ホール」、「水口西部コミセン」、「綾野天満宮」、「平和堂」に停車する。

###### 広野台線
系統番号は［A2］。当線は三雲駅から広野台と甲賀市役所を経由して貴生川駅に至る路線であるが、水口駅は経由しない。当線には「三雲駅」停留所を始終着とする区間便と「貴生川駅」停留所を始終着とする区間便が混在するため、ここでは始終着となる停留所ごとに分類した。
三雲駅発着
- 三雲駅 - TOTO前 - 西泉 - 広野台中央 - 西垣内 - 下山 - 下山東口 - 堂垣内 - JA伴谷 - 伴谷コミセン - 伴谷総合運動公園 - 西村 - 山村天神 - 菅谷北 - 菅谷南 - 堂山 - 西名坂 - 大池寺 - 東名坂 - （甲賀病院） - 平和堂 - 綾野 - 新町 - 平町 - 宮の前 - 甲賀市役所 - 水口中学校 - 中邸（なかやしき） - 宇田東 - 柏貴団地 - 柏貴橋 - 宇川北 - 貴生川二丁目 - みなくち診療所 - 貴生川駅
- 三雲駅 - TOTO前 - 西泉 - 広野台中央 - 西垣内 - 下山 - 九品寺 - 駒の口 - さつきが丘 - 工業団地口 - 笹が丘 - 堂山 - 西名坂 - 大池寺 - 東名坂 - （甲賀病院） - 平和堂 - 綾野 - 新町 - 平町 - 宮の前 - 甲賀市役所 - 水口中学校 - 中邸 - 宇田東 - 柏貴団地 - 柏貴橋 - 宇川北 - 貴生川二丁目 - みなくち診療所 - 貴生川駅（ → かふかの丘）
- 三雲駅 ← TOTO前 ← 西泉 ← 広野台中央 ← 西垣内 ← 下山 ← 九品寺 ← 駒の口 ← さつきが丘 ← 工業団地口 ← 笹が丘 ← 堂山 ← 西名坂 ← 大池寺 ← 東名坂 ← 平和堂 ← 綾野

広野台中央発
- 広野台中央 → JA伴谷 → 伴谷コミセン → 伴谷総合運動公園 → 西村 → 山村天神 → 菅谷北 → 菅谷南 → 堂山 → 水口中学校 → 甲賀市役所
- 広野台中央 - 西垣内 - 下山 - 下山東口 - 堂垣内 - JA伴谷 - 伴谷コミセン - 伴谷総合運動公園 - 西村 - 山村天神 - 菅谷北 - 菅谷南 - 堂山 - 西名坂 - 大池寺 - 東名坂 - 甲賀病院 - 平和堂 - 綾野 - 新町 - 平町 - 宮の前 - 甲賀市役所 - 水口中学校 - 中邸 - 宇田東 - 柏貴団地 - 柏貴橋 - 宇川北 - 貴生川二丁目 - みなくち診療所 - 貴生川駅

菅谷北発
- 菅谷北 → 菅谷南 → 堂山 → 西名坂 → 大池寺 → 東名坂 → 中邸 → 宇田東 → 柏貴団地 → 柏貴橋 → 宇川北 → 貴生川2丁目 → みなくち診療所 → 貴生川駅

伴谷コミセン発着
- 伴谷コミセン - 伴谷総合運動公園 - 西村 - 山村天神 - 菅谷北 - 菅谷南 - 堂山 - 西名坂 - 大池寺 - 東名坂 - （甲賀病院） - 平和堂 - 綾野 - 新町 - 平町 - 宮の前 - 甲賀市役所 - 水口中学校 - 中邸 - 宇田 - 宇田公民館 - 柏貴団地 - 柏貴橋 - 宇川北 - 貴生川2丁目 - みなくち診療所 - 貴生川駅

駒の口着
- 駒の口 ← さつきが丘 ← 工業団地口 ← 笹が丘 ← 堂山 ← 綾野 ← 新町 ← 平町 ← 宮の前 ← 甲賀市役所 ← 水口中学校 ← 中邸 ← 宇田東 ← 柏貴団地 ← 柏貴橋 ← 宇川北 ← 貴生川2丁目 ← みなくち診療所 ← 貴生川駅 ← かふかの丘西

備考
「甲賀病院」は一部便のみ経由する。
菅谷北発は平日1便、伴谷コミセン発は1便、伴谷コミセン着は休日1便、駒の口着は平日1便のみ運行。
注記（広野台地区内の停車順序）
- 三雲駅方面から（→ 方向）：［（西泉) → 広野台中央 → 広野台西 → 広野台北 → 広野台東 → 広野台南 → （西垣内）］
- 貴生川駅方面から（← 方向）：［（西泉) ← 広野台南 ← 広野台東 ← 広野台北 ← 広野台西 ← 広野台中央 ← (西垣内）］

###### 和野・中畑線
系統番号は［A3］。当線は「和野（わの）」・「嶬峨（ぎが）」・「上真海（かみしんかい）」・「佐山小学校」の各停留所を始終着とする便が混在し、経由地も便によって異なる。
和野発着
- 貴生川駅 - みなくち診療所 - 東内貴 - 川田神社 - スポーツの森西口 - 甲賀県事務所 - 甲賀市役所 - 宮の前 - 平町 - 水口駅 - 古城が丘 - （甲賀病院） - 水口東高校 - 城山中学校 - 郷土の森東口 - 中畑 - 城が丘 - 新城 - 永福寺 - 岩上 - 県道岩上 - 今郷 - 嶬峨 - 嶬峨東 - 平野 - 和野西 - 和野
- 貴生川駅 - みなくち診療所 - 東内貴 - 川田神社 - スポーツの森 - サントピア - 甲賀市役所 - 宮の前 - 平町 - 水口駅 - 古城が丘 - （甲賀病院） - 水口東高校 - 城山中学校 - 郷土の森東口 - 中畑 - 城が丘 - 新城 - 永福寺 - 岩上 - 県道岩上 - 今郷 - 嶬峨 - 嶬峨東 - 平野 - 和野西 - 和野
- 貴生川駅 - みなくち診療所 - 東内貴 - 川田神社 - スポーツの森西口 - 甲賀県事務所 - 甲賀市役所 - 宮の前 - 平町 - 水口駅 - 古城が丘 - 甲賀病院 - 本水口 - 新城 - 永福寺 - 岩上 - 県道岩上 - 今郷 - 嶬峨 - 嶬峨東 - 平野 - 和野西 - 和野
- 貴生川駅 - みなくち診療所 - 東内貴 - 川田神社 - スポーツの森西口 - 甲賀県事務所 - 甲賀市役所 - 宮の前 - 平町 - 水口駅 - 古城が丘 - 水口東高校 - 城山中学校 - 郷土の森東口 - 秋葉北 - （西ヶ瀬） - 新城 - 永福寺 - 岩上 - 県道岩上 - 今郷 - 嶬峨 - 嶬峨東 - 平野 - 和野西 - 和野

嶬峨発着
- 貴生川駅 ← みなくち診療所 ← 東内貴 ← 川田神社 ← スポーツの森 ← サントピア ← 甲賀市役所 ← 宮の前 ← 平町 ← 水口駅 ← 古城が丘 ← 甲賀病院 ← 水口東高校 ← 城山中学校 ← 郷土の森東口 ← 秋葉北 ← 新城 ← 永福寺 ← 岩上 ← 県道岩上 ← 岩上総合運動公園 ← 嶬峨

上真海発着
- 本水口 - 中畑 - 今郷 - （嶬峨草の根集会所） - 岩上総合運動公園 - 嶬峨 - 幸ヶ平 - 上真海

幸ヶ平着
- 貴生川駅 - みなくち診療所 - 東内貴 - 川田神社 - スポーツの森 - サントピア - 甲賀市役所 - 宮の前 - 平町 - 水口駅 - 古城が丘 - 甲賀病院 - 本水口 - 中畑 - 城が丘 - 新城 - 永福寺 - 岩上 - 県道岩上 - 今郷 - 嶬峨 - 嶬峨東 - 平野 - 和野西 - 和野 - 幸ヶ平

佐山小学校発着
- 貴生川駅 - みなくち診療所 - 東内貴 - 川田神社 - スポーツの森西口 - （甲賀県事務所） - 甲賀市役所 - 宮の前 - 平町 - 水口駅 - 古城が丘 - （甲賀病院） - 水口東高校 - 城山中学校 - （秋葉北） - （新城） - （永福寺） - （岩上） - 県道岩上 - 岩上総合運動公園 - 嶬峨 - （嶬峨東） - （平野） - （和野西） - （和野） - （小佐治中村） - 佐山小学校

備考
「甲賀病院」は診療時間帯のみ停車（曜日は問わない）。
上真海発着は学休日除く平日1往復、嶬峨発（「今郷」停留所は通過）は夕方に1便のみ運行。

###### 三雲駅・市役所線
系統番号は［A4］。当線は三雲駅から伴谷口と綾野を経由して甲賀市役所に至る路線であるが、「綾野まで運行する便」と「水口東高校まで運行する便」が混在するため、ここでは終着となる停留所ごとに分類した。
綾野発着
- 三雲駅 - TOTO前 - 積水化学前 - 伴谷口 - （東泉） - （ドン・キホーテ前） - 里北脇 - 名坂日電前 - 綾野

甲賀市役所発着
- 三雲駅 - TOTO前 - 積水化学前 - 伴谷口 - 東泉 - 里北脇 - 名坂日電前 - 綾野 - 新町 - 平町 - 宮の前 - 甲賀市役所
- 三雲駅 - TOTO前 - 積水化学前 - 伴谷口 - 北泉2丁目 - ドン・キホーテ前 - （里北脇） - 名坂日電前 - 綾野 - 新町 - 平町 - 宮の前 - 甲賀市役所
- 三雲駅 - TOTO前 - 積水化学前 - 伴谷口 - 駒の口 - さつきが丘 - 工業団地口 - ひのきが丘 - 笹が丘 - 山手 - 里北脇 - 名坂日電前 - 綾野 - 新町 - 平町 - 宮の前 - 甲賀市役所

水口東高校発着
- 三雲駅 - TOTO前 - 積水化学前 - 伴谷口 - 東泉 - 里北脇 - 名坂日電前 - 綾野 - 新町 - 水口駅 - 古城が丘 - 水口東高校
- 三雲駅 ← TOTO前 ← 積水化学前 ← 伴谷口 ← 駒の口 ← さつきが丘 ← 工業団地口 ← 笹が丘 ← ひのきが丘東 ← ひのきが丘 ← 山手 ← 名坂日電前 ← 綾野 ← 新町 ← 水口駅 ← 古城が丘 ← 水口東高校

笹が丘着
- 三雲駅 → TOTO前 → 積水化学前 → 伴谷口 → 駒の口 → さつきが丘 → 工業団地口 → ひのきが丘 → 笹が丘

備考
水口東高校発着は朝と夕方のみ運行。なお、このうち1往復は平日しか運行されない（祝日およびお盆・年末年始となる日を除く。これに該当する日は水口東高校発しか運行していない）。
笹が丘着は平日1便のみ運行。

###### みなくちデマンドバス
系統番号は設定されていない。中畑から堂村・甲賀病院を経て甲賀市役所に至る路線（北部エリア）と、幸ヶ平から19区・綾野を経て甲賀病院に至る路線（南部エリア）があり、タクシー車両で運行するデマンドバスである。運行業務は滋賀タクシーに委託されている。
- 北部エリア：中畑 - 堂村 - 松尾団地 - 甲賀病院 - 平和堂 - 甲賀市役所
- 南部エリア：幸ヶ平 - 上真海 - 高塚 - 本水口 - 南町1丁目 - 19区 - 水口西部コミセン - 綾野 - 平和堂 - 甲賀病院

備考
平日に3往復ずつのみ運行（祝日およびお盆・年末年始は運休）。

##### 土山地区
シガ・エージェントシステムが運行。同事業者が運行する路線には「あいくるバス」という愛称が付く。なお、［貴生川駅 - 田村神社］間のみを運行する便の一部は滋賀バスが運行を担当する。

###### 土山本線
系統番号は［B1］。［貴生川駅 - 田村神社］間は水口東高校を経由する便・経由しない便に分かれる。なお、田村神社以遠は［近江土山 - 田村神社］間で乗り継ぎとなる便が多い。
貴生川駅・県道岩上から近江土山・田村神社方面
- 貴生川駅 - 看護学校 - JAこうか - あいこうか市民ホール - 水口西部コミセン - 綾野天満宮 - 綾野 - 新町 - 水口駅 - 古城が丘 - 水口東高校 - 城山中学校 - 郷土の森東口 - 新水口 - 立場山 - 県道新城 - 県道岩上 - 県道今郷 - 大野今宿 - 若王寺口 - 大野 - 大野東口 - 市場 - 市場口 - 新前野 - 東前野 - 白川橋 - 近江白川 - 土山西口 - 土山地域市民センター - 近江土山 - 東土山 - （土山中学校 → ）田村神社
- 貴生川駅 - 看護学校 - JAこうか - あいこうか市民ホール - 水口西部コミセン - 綾野天満宮 - 綾野 - 新町 - 新水口 - 立場山 - 県道新城 - 県道岩上 - 県道今郷 - 大野今宿 - 若王寺口 - 大野 - 大野東口 - 市場 - 市場口 - 新前野 - 東前野 - 白川橋 - 近江白川 - 土山西口 - 土山地域市民センター - 近江土山 - 東土山 - （土山中学校 → ）田村神社

近江土山・田村神社から鮎河口・大河原方面
- 近江土山 - 東土山 - （土山中学校 → ）田村神社 - かにが坂 - 近江山内 - （山中） - （十楽寺） - （熊野神社） - （笹路） - （山内小学校） - （やまびこドーム） - 黒川 - （ダイヤモンド滋賀） - （黒滝） - 鮎河口（ - 近江鮎河 - （市道近江鮎河 → ）若宮神社 - 大河原）

備考
［綾野 → 田村神社］［県道岩上 → 田村神社］間のみを運行する便が平日の朝に設定されていたものの、2024年のダイヤ改正で消滅した。
［貴生川駅 - 鮎河口、大河原］間を直通する便はごく少数しか設定されていないため、［近江土山 - 大河原］間（近江土山発のうち、夕方の1便は鮎河口止り）を運行するフィーダーバスが設定されており、「近江土山」停留所で［貴生川駅 - 田村神社］間のバス（土山本線）と接続を行う。
学休日は全区間または一部区間で運休となる便があり「市道近江鮎河」停留所（大河原行きのみ停車）は経由しない。

###### 甲南線
系統番号は［B5］。近江土山から寺庄駅(北口)を結ぶ路線。白川橋・若王寺口・佐山小学校を経由する。
- 近江土山 - 土山地域市民センター - 土山西口 - 近江白川 - 白川橋 - 東前野 - 新前野 - 市場口 - 市場 - 大野東口 - 大野 - 若王寺口 - 小佐治中村 - 小佐治公民館 - 祐宝寺 - 佐山小学校 - 老人福祉センター - 神原 - 打越口 - 椿神社 - 甲賀西工業団地 - 寺庄駅(北口)

備考
1.5往復のみ運行（内訳：「平日のみ運行」（祝日およびお盆・年末年始は運休）が1往復、「学休日運休」が上り1便）。

###### 大澤・土山北巡回線
系統番号は［B8］。近江土山または大澤から瀬音・青土の各地区を片回りで循環する。
- 近江土山 → 土山地域市民センター → 大澤 → 水月 → 和草野 → 近江平子 → 瀬音 → 青土 → 西瀬音 → 野上野 → るりこう園 → 近江白川 → 土山地域市民センター → 近江土山
- 大澤 → 土山地域市民センター → 近江土山 → 水月 → 和草野 → 近江平子 → 瀬音 → 青土 → 西瀬音 → 野上野 → るりこう園 → 近江白川 → 土山地域市民センター → 近江土山

備考
大澤発を1便、近江土山発を4便運行する。全便学校が指定する日のみ運行。

###### 甲賀流公共ライドシェア
路線や停留所を固定しない公共ライドシェア。2025年4月1日のダイヤ改正より第2期実証運行がなされている。
備考
コミュニティバスの1日乗車券等は利用不可。

##### 甲賀地区
滋賀バスが運行。

###### 大原線
系統番号は［C1］。大原地区を循環する路線であるが、経路は便によって異なるため個別に解説する。
大原中公民館発着
- 高野公民館 → 大原市場西 → 甲賀駅北口 → 市場交差点 → 甲賀地域市民センター西 → 環境改善センター → 相模公民館 → 大鳥神社 → 鳥居野口 → 大原中公民館
- 高野公民館 ← 大原市場西 ← 甲賀駅北口 ← 市場交差点 ← 大原中公民館

大原中公民館折返し
- 甲賀駅北口 → 市場交差点 → 甲賀地域市民センター西 → 環境改善センター → 相模公民館 → 大鳥神社 → 鳥居野口 → 大原中公民館 → 拝坂団地 → 小谷団地 → 甲賀地域市民センター → 市場交差点 → 甲賀駅北口

唐戸川経由
- 甲賀駅北口 → 市場交差点 → 甲賀地域市民センター西 → 環境改善センター → 相模公民館 → 大鳥神社 → 鳥居野口 → 大原中公民館 → 大久保公民館 → 西ノ口 → 上田口 → 神倉庫前 → 神公民館 → 森東 → 野中 → 大野中 → 深山口 → 櫟野上ノ組 → 櫟野公民館 → 櫟野観音前 → 櫟野公民館 → 櫟野上ノ組 → 大原ダム → 藤木 → 唐戸川 → （来た道を戻る） → 大原ダム → 深山口 → （来た道を戻る） → 大原中公民館
- 大原中公民館 → 大久保公民館 → 西ノ口 → 上田口 → 神倉庫前 → 神公民館 → 森東 → 野中 → 大野中 → 深山口 → 櫟野上ノ組 → 櫟野公民館 → 櫟野観音前 → （来た道を戻る） → 櫟野上ノ組 → 大原ダム → 藤木 → 唐戸川 → （来た道を戻る） → 大原ダム → 深山口 → （来た道を戻る） → 大原中公民館 → 鳥居野口 → コミセン前 → 甲賀海洋センター → 図書情報館 → 甲賀創健館 → 拝坂団地 → 小谷団地 → 甲賀地域市民センター → 市場交差点 → 甲賀駅北口

備考
「大原中公民館発着」は学休日運休、他はすべて平日のみ運行（祝日およびお盆・年末年始は運休）。
日中時間帯及び休日はおおはらデマンド（デマンドバス）にて代替。

###### 佐山線
系統番号は［C2］。寺庄駅(北口)発着を基本としているが、甲賀駅北口まで延長運行する便もある。この両駅から近江土山に至るが、うち1便は「寺庄駅(北口)から岩室橋を経て甲賀駅北口に至る路線」として運行する。
- ［甲賀駅北口 - 環境改善センター - 寺庄駅(北口) - 小佐治公民館 - 岩室橋 - 近江土山］間は1.5往復のみ、［寺庄駅(北口)→小佐治公民館→岩室公民館→岩室橋→大鳥神社→環境改善センター→甲賀駅北口］間は午後に1便のみ運行。

近江土山発着
- （甲賀駅北口 - 市場交差点 - 甲賀地域市民センター西 - 環境改善センター - 栃谷口 - 神保東口 - 新向山橋 - 打越 - 宝蔵院（ ← 甲賀西工業団地） - ）寺庄駅(北口) - 甲賀西工業団地 - 椿神社 - 打越口 - 神原 - 老人福祉センター - 佐山小学校 - 祐宝寺 - 小佐治公民館 - 小佐治中村 - 新田 - 岩室口 - 善福寺 - 岩室間瀬戸 - 岩室橋 - 前野 - 新前野 - 東前野 - 白川橋 - 近江白川 - 土山西口 - 土山地域市民センター - 近江土山

備考
すべて平日のみ運行（祝日およびお盆・年末年始は運休）。一部便は区間運行。
日中時間帯及び休日はさやまデマンド（デマンドバス）にて代替。

###### 油日線
系統番号は［C3］。油日駅から高嶺・藤ヶ谷を経て高畑に至る路線である。
- （油日駅 - ）油日小学校 - 和田 - 薮内橋 - 高嶺西 - 高嶺 - 五反田南 - 五反田里 - 五反田陸橋 - 上山崎 - 藤ヶ谷 - 余野口 - 長野口 - 長野 - 古間野 - 平畑 - 高間 - 高間口 - 青野 - 油日会館 - 高畑

備考
すべて平日のみ運行（祝日およびお盆・年末年始は運休）。
日中時間帯及び休日はあぶらひデマンド（デマンドバス）にて代替。

###### 広域水口線
系統番号は［G1］。甲賀病院と甲賀駅北口を結ぶ路線であるが、一部は発着地が異なる。
- 甲賀病院 - 古城が丘 - 水口駅 - 本町2丁目 - 平町 - 宮の前 - 甲賀市役所 - 甲賀県事務所 - スポーツの森西口 - 川田神社 - 東内貴 - 貴生川2丁目 - みなくち診療所 - 貴生川駅 - 虫生野 - 耕心 - 希望ケ丘小学校 - 希望ケ丘1丁目 - 希望ケ丘本町1丁目 - ニューポリス - 甲南病院 - 寺庄駅(北口) - 高野公民館 - 大原市場西 - 甲賀駅北口
- 貴生川駅 → 虫生野 → 耕心 → 希望ケ丘小学校 → 希望ケ丘1丁目 → 希望ケ丘本町1丁目 → ニューポリス → 甲南病院 → 寺庄駅(北口)
- 綾野 ← あいこうか市民ホール ← 甲賀市役所 ← 甲賀市役所 ← 甲賀県事務所 ← スポーツの森西口 ← 川田神社 ← 東内貴 ← 貴生川2丁目 ← 水口医療センター ← 貴生川駅 ← 虫生野 ← 耕心 ← 希望ケ丘小学校 ← 希望ケ丘1丁目 ← 希望ケ丘本町1丁目 ← ニューポリス ← 甲南病院 ← 寺庄駅(北口) ← 高野公民館 ← 大原市場西 ← 甲賀駅北口
- 貴生川駅 → 寺庄駅(北口) → 寺庄東 → 高野西 → 高野公民館 → 大原市場西 → 甲賀駅北口

備考
すべて平日のみ運行（祝日およびお盆・年末年始は運休）。
貴生川駅発は朝に1便ずつ、綾野行きは夕方1便のみそれぞれ運行。
路線再編による統廃合に伴い、2024年4月1日のダイヤ改正で甲賀駅 - 甲賀病院直通便および寺庄 - 甲南 - 甲賀病院線との統合が行われた。
貴生川駅発甲賀駅北口行の便は、草津線貴生川駅行の列車に接続。

##### 甲南地区
滋賀バスが運行。同地区の運行はワゴン車が充当される。かつては小型バス車が当地区の運行を担当していた。

###### 希望ケ丘・水口線
系統番号は［E1］。貴生川駅から南センターと甲賀市役所を経て綾野に至る路線であるが、「南センター」停留所で貴生川駅へ戻る便が多い。綾野発は朝、甲賀市役所発着は日中時間帯、綾野行きは夜にそれぞれ運行される。
- 貴生川駅 - みなくち診療所 - 虫生野 - 耕心 - 希望ケ丘小学校 - 希望ケ丘1丁目 - 希望ケ丘本町1丁目 - 南センター - 希望ケ丘本町1丁目 - アヤハプラザ - JAこうか - 甲賀市役所 - あいこうか市民ホール - 綾野天満宮 - 綾野（ - 新町 - 水口駅 - 古城が丘 - 甲賀病院）
- 貴生川駅 → みなくち診療所 → 虫生野 → 耕心 → 希望ケ丘小学校 → 希望ケ丘1丁目 → 希望ケ丘本町1丁目 → 南センター → （ノンストップ） → 耕心 → （来た道を戻る） → 貴生川駅
- （貴生川駅 → みなくち診療所 → 虫生野 → 耕心 → （ノンストップ） → ）南センター → 希望ケ丘本町1丁目 → 希望ケ丘1丁目 → 希望ケ丘小学校 → 耕心 → （来た道を戻る） → 貴生川駅

備考
甲賀市役所行きは「JAこうか」停留所を通過する。
夕方に環状線（［E2］）からの直通が1便設定される（平日のみ運行（祝日およびお盆・年末年始は運休））。この便は南センターから希望ケ丘1丁目・耕心・虫生野の各停留所を経由し、貴生川駅へ向かう。
「平日のみ運行」や「土曜・日曜・祝日およびお盆・年末年始（正月三が日を除く）のみ運行」の便が混在する。

###### 環状線
系統番号は［E2］。甲南病院から甲南駅・寺庄駅を経由して、再び甲南病院に戻る路線である。
- 甲南病院 - 寺庄駅(北口) - 六角堂 - フレンドマート - 甲南地域市民センター - 図書館前 - 甲南駅 - 森尻 - 耕心 - 希望ケ丘小学校 - 希望ケ丘1丁目 - 希望ケ丘本町1丁目 - 南センター - 希望ケ丘5丁目 - ニューポリス - せせらぎ苑 - 甲南病院

備考
平日のみ2往復運行（祝日およびお盆・年末年始は運休）。

###### 池田中部小学校線
系統番号は［E3］。甲賀市立甲南中部小学校の通学路線として運行する。
- 池田団地 - 池田中央 - 中部小学校

備考
学校側が運行を要請した日のみ運行する。

##### 信楽地区
滋賀バスが運行。「信楽高原バス」という愛称がある。

###### 朝宮線
系統番号は［F1］。信楽駅から朝宮を経て宮尻に至る路線。一部は大津市内（納所（のそ）・沢野・南郷洗堰方面）へ乗り入れ、京阪石山寺まで運行する。
- 信楽駅 - 信楽地域市民センター - 栄町 - 信楽小学校前 - 日吉神社 - 江田 - 立石橋 - 柞原 - 中野 - ニュータウン - 杉山 - 朝宮 - 尾花 - 朝宮小学校 - 下朝宮 - 小山橋 - 宮ノ前 - 宮尻 - 納所 - 矢筈石倉 - 倉骨 - 沢野 - 大石東 - 鹿跳橋 - （この間、南郷洗堰のみ停車） - 京阪石山寺
- 信楽駅 - 信楽地域市民センター - 栄町 - 信楽小学校前 - 日吉神社 - 江田 - 立石橋 - 柞原 - 中野 - ニュータウン - 杉山 - 朝宮 - 尾花 - 朝宮小学校 - 下朝宮 - 小山橋 - 宮ノ前 - 宮尻
- 信楽駅 - 信楽地域市民センター - 栄町 - 平和堂 - 立石橋 - 柞原 - 中野 - ニュータウン - 杉山 - 朝宮 - 尾花 - 朝宮小学校 - 下朝宮 - 小山橋 - 宮ノ前 - 宮尻

備考
甲賀市と大津市を跨がって乗車した場合・大津市内のみを乗車した場合は市外運賃（先述）を適用する。
［鹿跳橋 - 南郷洗堰、京阪石山寺］間、［南郷洗堰 - 京阪石山寺］間のみを乗車することはできない。
「平日のみ運行（お盆・年末年始を除く）」・「土曜・日曜・祝日・お盆・年末年始（正月三が日を除く）のみ運行」・「平和堂」経由の便が混在する。区間運行は［信楽駅 → 宮尻］間と［信楽駅 ← 小山橋］間を基本とするが、平日（お盆・年末年始を除く）の早朝は［信楽駅 ← 宮尻］間を運行する便がある。
当路線には「大石小学校」停留所を発着する便や［栄町 - 宮尻］間をノンストップ運行する便（朝晩に1往復のみ）の設定もあったが、ともに2024年4月1日のダイヤ改正をもって廃止となった。

###### 多羅尾線
系統番号は［F2］。信楽駅から多羅尾地区（小川・伊賀辻など）を結ぶ路線。
- 信楽駅 - 信楽地域市民センター - 栄町 - 信楽小学校前 - 日吉神社 - 江田 - 小川出 - 近江小川 - 茶屋出 - 近江中野 - 多羅尾 - 多羅尾上出
- 信楽駅 - 信楽地域市民センター - 栄町 - 信楽小学校前 - 日吉神社 - 江田 - 小川出 - 近江小川 - 茶屋出 - 六呂川 - 信楽温泉
- 信楽駅 - 信楽地域市民センター - 栄町 - 平和堂 - 小川出 - 近江小川 - 茶屋出 - 六呂川 - 信楽温泉

備考
信楽温泉発着は「江田」または「平和堂」のどちらかを経由するが、多羅尾上出発着は全便が江田経由で運行される。
信楽温泉はタラオカントリークラブに併設した温泉ホテルを指す。

###### 田代・畑・陶芸の森巡回線
系統番号は［F3］。信楽駅からハイランドを経由して信楽駅に戻る循環路線であるが、「ハイランド」以外の経由地は便によって異なる。
- （信楽小学校 → ）信楽駅 - 信楽地域市民センター -  （陶芸の森） - 二本丸 - ハイランド - 田代 - （美術館） - 畑 - 滋賀カントリー  - 信楽カントリー - ハイランド - 二本丸 - （陶芸の森） - 信楽地域市民センター - 信楽駅
- 信楽駅 - 信楽地域市民センター - （陶芸の森） - 高原台 - 丸岡 - （畑） - （滋賀カントリー ） - （信楽カントリー） - ハイランド - 二本丸 - 信楽地域市民センター - 信楽駅
- 信楽駅 → 二本丸 → ハイランド → 田代 → 畑 → 滋賀カントリー → 信楽カントリー → ハイランド → 信楽小学校 → 信楽駅

備考
信楽小学校発は平日の夕方頃に2便のみ、信楽小学校着（「信楽小学校経由 信楽駅行き」）は平日朝に1便だけ運行されているが、他はすべて信楽駅発着である。
「陶芸の森」は開園時間帯のみ経由。信楽駅始発時刻が午前なら「先回り」、午後だと「後回り」になる。なお、長期休園時は「陶芸の森前」で乗降りしなければならない。
「美術館」は1日に2便のみ経由。なお、美術館（ミホミュージアム）休館日は1つ手前の停留所、「田代高原の郷」（帝産湖南交通の「桃谷口」停留所と同じ所にある）で折り返す。

###### 雲井国道線
系統番号は［F4］。信楽高原鐵道信楽線の信楽 - 雲井間に沿って運行する路線。2024年4月1日のダイヤ改正で登場し、帝産湖南交通の廃止代替バス（同事業者10系統：2024年3月31日廃止。最末期は信楽駅 - 田上車庫間のみ運行）を兼ねているが、「雲井小学校」・「平和堂」・「黄瀬」の各停留所を経由する便も混在する。なお、ここでは運行日の案内ごとに分類して解説する。
登校日のみ運行
- （信楽駅 - 信楽地域市民センター - 北出 - 丸岡 - ）高原台 - 沢出 - 勅旨 - 雲井小学校 - 西出 - 岡出 - 宮町 - 東出 - 黄瀬交流館 - 五本松 - 北黄瀬 - 変電所前 - 黄瀬 - 雲井小学校 - 雲井駅

休校日の平日に運行
- 信楽駅 → 信楽地域市民センター → 北出 → 沢出 → 勅旨 → 黄瀬 → 黄瀬交流館 → 変電所前 → 北黄瀬 → 五本松 → 雲井小学校 → 雲井駅

平日のみ運行（登校日・休校日は問わない）
- 信楽駅 - 信楽地域市民センター - 栄町 - 北出 - 平和堂 - 栄町 - 北出 - 陶芸の森前 - 沢出 - 勅旨（ ← 雲井小学校） - 雲井駅

備考
学休日に運休となる便を除く各便はすべて平日のみ運行（祝日およびお盆・年末年始は運休）。
登校日に雲井駅発で運行する便の一部は高原台止りとして運行する。

### 廃止路線
当項では路線全体が廃止となったものを扱う。運行区間の変更に伴う廃止は現行路線に記した各路線を参照。

#### 水口地区

##### 貴生川・甲賀病院線
系統番号は［A5］。貴生川駅と甲賀病院を結ぶ路線であるが、山村天神を経由する便や［甲賀病院 - 綾野］間を延長運行する便が混在した。当路線は2024年4月1日に行われたダイヤ改正で廃線となった。
- 貴生川駅 - 水口医療センター - 貴生川2丁目 - 東内貴 - 川田神社 - スポーツの森西口 - 甲賀県事務所 - 甲賀市役所 - 宮の前 - 平町 - 水口駅 - 古城が丘 - 甲賀病院
- 貴生川駅 - 水口医療センター - 貴生川2丁目 - 虫生野中央 - 看護学校 - 甲賀市役所 - 宮の前 - 平町 - 水口駅 - 古城が丘 - 松尾団地 - 松尾口 - 松尾 - 水口台南口 - 玉台寺 - 堂村 - 山村天神 - 菅谷北 - 菅谷南 - 堂山 - 西名坂 - 大池寺 - 東名坂 - 甲賀病院（ - 平和堂 - 綾野）

備考
すべて平日のみ運行（祝日およびお盆・年末年始は運休）。
「水口医療センター」の開設時間帯は同センターの建物前に停車していた。
綾野発は朝に1便、山村天神経由甲賀病院行きは昼に1便、綾野行きは朝と夕方に1便ずつ運行していた。

##### 柏木巡回線
系統番号は［A6］。朝に「綾野天満宮」発の2便、夜に三雲駅発の2便と「綾野天満宮」発の1便が設定されていた。なお、この路線は綾野天満宮発着となる三雲駅・市役所線（［A4］）と同じ車両で運行していた。当路線は2024年4月1日に行われたダイヤ改正で廃線となった。
- 三雲駅 - TOTO前 - 泉口 - 泉 - 酒人口（さこうどぐち） - 大法寺 - 柏木公民館 - 北脇 - 旧道東出口 - 林口 - 田中道 - 中央公民館西 - 綾野天満宮

備考
1往復（綾野天満宮を朝に発車する1便と三雲駅を夜に発車する1便）は、平日のみ運行（祝日およびお盆・年末年始は運休）。
かつては「酒人」停留所に停車した便（三雲駅行きのうち、朝の1便のみ停車）もあった。同停留所は後に「コミタク柏木エリア」の停留所に転用された。

##### 貴生川巡回線
系統番号は［A7］。タクシー車両で杣中・牛飼地区を循環運行していた。当路線は2024年4月1日に行われたダイヤ改正で廃線となった。
- 貴生川駅 - 水口医療センター - 金比羅前 - 貴生川小学校 - 三本柳東 - 杣中団地 - 杣中 - 杣中口 - 貴生川台 - 山上口 - 山上 - 牛飼公民館 - 牛飼 - 三本柳東 - （来た道を戻る） - 貴生川駅

備考
「→」方向（杣中先回り）は平日朝1便のみ、「←」方向（牛飼先回り）は平日夜1便のみそれぞれ運行していた（祝日およびお盆・年末年始は運休）。

#### 土山地区

##### 土山甲賀病院直通便
系統番号は［B2］。田村神社から甲賀病院を結ぶ路線であり、日中時間帯に1往復のみ［甲賀病院 - 貴生川駅間］を延長運行する便が設定されていた。2024年4月1日のダイヤ改正で廃止。
- 田村神社 - 東土山 - 近江土山 - 土山地域市民センター - 土山西口 - 近江白川 - 白川橋 - 東前野 - 新前野 - 市場口 - 市場 - 大野東口 - 大野 - 若王寺口 - 大野今宿 - 県道今郷 - 県道岩上 - 県道新城 - 立場山 - （松原町） - （本水口） - （松原町） - 秋葉北 - 甲賀病院（ - 綾野天満宮 - 中央公民館 - あいこうか市民ホール - JAこうか - 看護学校 - 貴生川駅）

備考
すべて平日のみ運行（祝日およびお盆・年末年始は運休）。
「本水口」経由は1往復のみ運行（ともに「甲賀病院」発着）。

##### 南草津土山線
系統番号は［B3］。新名神高速道路を経由して南草津駅（草津市）に直行する路線。この路線はワゴン車で運行することを基本とするが、まれにマイクロバスが代走することもあった。利用が少ないため、2025年4月1日のダイヤ改正で廃止。
- 南草津駅西口 - （新名神高速道路経由：この間は無停車） - 白川橋 - 近江白川 - 土山西口 - 土山地域市民センター - 近江土山 - 東土山 - 田村神社

備考
平日の朝に1往復（ただし、学休日・お盆・年末年始を除く）のみ運行するが、この路線では1日乗車券を使用することができない（先述）。なお、甲賀市内は「土山中学校」（田村神社方面のみ設置）を除く各停留所に停車する。
草津田上IC付近で立命館大学びわこ・くさつキャンパスのすぐ近くを経由するが、この路線の停留所は設けられていない。

##### 大河原線
系統番号は［B4］。近江土山から大河原を結ぶ路線であるが、こちらは「青土（おおづち）」を経由する。朝に［近江土山 ← 大河原］間を運行する定期路線が1便だけあるが、それ以外は運行日に注意を要する（詳細は備考欄を参照）。なお、あいの土山マラソン開催日は定期路線を含む全便が運休する。2025年4月1日のダイヤ改正で甲賀流公共ライドシェアに移行。
- 近江土山 - 土山地域市民センター - 土山西口 - 近江白川 - 松尾 - るりこう園 - 野上野 - 緑ヶ丘口 - 西瀬音 - 青土口 - 中道 - 青土 - エコーバレイ - リップルチャチャ -  鮎河橋 - 西野 - 鮎河口 - 近江鮎河 - 若宮神社 - 大河原
- （田村神社 → 東土山 → 近江土山 → 土山地域市民センター → ）青土口 - 中道 - 青土 - エコーバレイ - リップルチャチャ - 鮎河橋 - 西野 - 鮎河口 - 近江鮎河 - （市道近江鮎河 → ）若宮神社 - 大河原

備考
昼前に運行する1往復（近江土山発着）は平日のみ運行（祝日およびお盆・年末年始は運休）。午後に運行する1.5往復（近江土山発着の1往復と、田村神社発の1便）は学休日に運休する。
午後の1往復（田村神社発と大河原発の各1便）は［青土口 - 土山地域市民センター］間を直行するため、途中の各停留所には停車しない。

##### 末田・大野小学校線
系統番号は［B6］。末田地区と大野小学校を巡回する路線であり、全便が片回りで運行するが、（大野小学校を基点として）環状運行を行う便は設定されていない。2025年4月1日のダイヤ改正で甲賀流公共ライドシェアに移行。
- 大野小学校 → 大野 → 若王寺口 → 第2緑ヶ丘 → 布引 → 須恵の郷 → 末田 → 樹海パーク → 新里
- 第2緑ヶ丘 → 布引 → 須恵の郷 → 末田 → 樹海パーク → 新里 → 大野東口 → 大野小学校

備考
（大野小学校へ通う）小学生の登下校を兼ねる路線として運行するため、学休日は全便運休となる。
第2緑ヶ丘発は朝1便のみ、大野小学校発は昼2便のみそれぞれ運行。

##### 山内巡回線
系統番号は［B7］。山内・黒川の各地区を片回りで循環する。2025年4月1日のダイヤ改正で甲賀流公共ライドシェアに移行。
- 近江土山 → 東土山 → 土山中学校 → 田村神社 → 近江山内 → 山中 → 笹路 → 山女原 → 山内小学校 → 黒川  → 平子 → 中村 → 黒川口 → 近江山内 → 田村神社 → 東土山 → 近江土山
- 近江土山 → 東土山 → 土山中学校 → 田村神社 → 近江山内 → 山中 → 笹路 → 山内小学校 → 黒川 → 中村口 → 黒滝口 → 黒滝 → 黒滝口 → 中村口 → 黒川 → 黒川口 → 近江山内 → 田村神社 → 東土山 → 近江土山

備考
「平子」経由（午前2便のみ運行）は平日のみ運行（祝日およびお盆・年末年始は運休）。「黒滝」経由（午後1便のみ運行。山女原は通過）は学休日運休。

#### 甲南地区

##### 寺庄 - 甲南 - 甲賀病院線
系統番号は［E3］。寺庄駅(北口) から甲賀病院に至る路線。［寺庄駅(北口) - 甲南病院］間をノンストップで運行した後、甲南・貴生川・水口の各駅を経由する。なお、当路線は2024年4月1日のダイヤ改正で広域水口線との統合が行われ、廃止となった。
- 寺庄駅(北口) - （この間無停車） - 甲南病院 - 甲南駅 - 図書館前 - 深川 - 深川市場 - 森尻 - かえで会館 - 虫生野東 - 虫生野 - 貴生川駅 - 看護学校 - 甲賀市役所 - 宮の前 - 平町 - 本町2丁目 - 水口駅 - 古城が丘 - 甲賀病院

備考
すべて平日のみ運行（祝日およびお盆・年末年始は運休）。
午前は寺庄駅(北口)発、午後は甲賀病院発を1便ずつ運行していた。

##### 甲南工業団地線
系統番号は［E4］。工業団地・工場団地方面の通勤路線として運行していた。2025年4月1日のダイヤ改正で廃止。
- 寺庄駅(北口) - 甲南工業団地中央 - 柑子橋 - 工場団地北 - 工場団地中央 - 工場団地西口 - フロンティアパーク西口 - フロンティアパーク - フロンティアパーク北口

備考
すべて平日のみ運行（祝日およびお盆・年末年始は運休）。
寺庄駅(北口)発は朝1便、フロンティアパーク北口発は夕方2便のみ運行。

##### 甲賀駅 - 甲賀病院直通便
系統番号は［C4］。甲賀駅北口から甲賀病院に至る路線。栃谷口・佐山小学校・小佐治中村を経由する。なお、当路線は2024年4月1日のダイヤ改正で広域水口線との統合が行われ、廃止となった。
- 甲賀駅北口 - 市場交差点 - 甲賀地域市民センター西 - 環境改善センター - 栃谷口 - 神保東口 - 新向井橋 - 日吉神社 - 老人福祉センター - 佐山小学校 - 祐宝寺 - 小佐治公民館 - 小佐治中村 - 嶬峨 - 甲賀病院

備考
すべて平日のみ運行（祝日およびお盆・年末年始は運休）。
午前は甲賀駅北口発、午後は甲賀病院発を1便ずつ運行していた。

### タクシー
「コミタク」と呼ばれるデマンドタクシー（要予約）の路線が設定されており、回数券や1日乗車券を使用することができる。各路線とも、正月三が日（1月1日 - 1月3日）はすべて運休する。

#### 水口地区

##### コミタク貴生川エリア
滋賀タクシーが運行。貴生川駅とその周辺を運行するエリアタクシーである。
- 主な停留所
  - 貴生川駅、杣中、山上、かふかの丘、岩坂、宇川西

##### コミタク柏木エリア
滋賀タクシーが運行。三雲駅と旧水口町の泉・北脇・林口方面を運行するエリアタクシーである。
- 主な停留所
  - 三雲駅、西泉、酒人、林口、願泉寺、北脇、柏木神社、山手、平和堂、甲賀市役所、甲賀病院

注記
下記の各停留所間のみを乗車することはできない。
- 三雲駅、甲賀市役所、あいこうか市民ホール、田中道、平和堂、甲賀病院

#### 土山地区

##### 土山コミタク
滋賀タクシーが運行。土山地区の中心地周辺を運行するエリアタクシーである。2025年4月1日のダイヤ改正で、甲賀流公共ライドシェアに移行。
- 主な停留所
  - 近江土山、土山地域市民センター、田村神社、近江白川、土山SA、かにが坂

#### 甲南地区

##### 甲南コミタク
滋賀タクシーが運行。甲南地区の中心地（「共通」と表記）と北・西・東の各エリアを運行するエリアタクシーであり、エリアをまたがって乗車することもできる。

###### 共通エリア
甲南地区の中心地がこの対象となる。
- 主な停留所
  - 甲南駅、寺庄駅、深川市場、フレンドマート、忍の里プララ、中部小学校、甲南病院、甲南体育館

###### 北エリア
甲南駅の北側がこの対象となる。
- 主な停留所
  - せせらぎ苑、ニューポリス、潤団地、上地蔵堂、恵心寺入口

###### 西エリア
甲南駅の西側がこの対象となる。
- 主な停留所
  - 野田、堂山、野村、善願寺、竜法師、半僧坊、塩野西、杉の坂、市之瀬、岩附神社、上磯尾、下磯尾、新田

###### 東エリア
寺庄駅の南側がこの対象となる。なお、一部の停留所（「大正団地前」ほか2停留所）は寺庄駅の北側に設けられている。
- 主な停留所
  - 大正団地前、野尻、小谷、堀ノ内、日明谷口、KDS前、下馬杉、上馬杉、阿弥陀寺、工業団地中央、柑子、柑子長峰

#### 信楽地区

##### コミタク信楽宮町巡回エリア
滋賀タクシーが運行。紫香楽宮跡駅や雲井駅とその周辺を運行するエリアタクシー。
- 主な停留所
  - 紫香楽宮跡駅、雲井駅、宮跡、中牧、漆原、黄瀬、北黄瀬、五本松、隼人川、奥出、宮町、岡出、新開

##### コミタク神山江田エリア
滋賀タクシーが運行。信楽駅から江田・北新田・南新田方面を運行するエリアタクシー。
- 主な停留所
  - 信楽駅、信楽中央病院、窯業試験場、信楽小学校、平和堂、江田、市場、法蔵寺前、向出、城村、神山会館、堀畑、北新田、登山口、南新田

## 車両

### バス
- 三菱・ローザ
- 三菱ふそう・エアロミディME
- 三菱ふそう・エアロミディMJ
- 三菱ふそう・エアロミディMK
- 日野・リエッセ
- 日野・ポンチョ
- 日野・レインボー
- いすゞ・エルガミオ
- トヨタ・ハイエース - ラッピング車両「SHINOBI-BUS」が滋賀バスとシガ・エージェントシステムに各1台ずつ在籍する[21]。
- 日産・シビリアン - 貸切車であるが、まれに「南草津土山線」の代走を担当することがある。

### タクシー
- トヨタ・コンフォート  - ほか

## 合併前の各町のコミュニティバス
甲賀市は、2004年（平成16年）に旧甲賀郡の5町（信楽町、甲南町、水口町、甲賀町、土山町）が合併して発足した市であるが、合併する前から独自にコミュニティバスを運行していた町もあった。その例として信楽町では、信楽町営バス（旧80条バス）を運行していた。

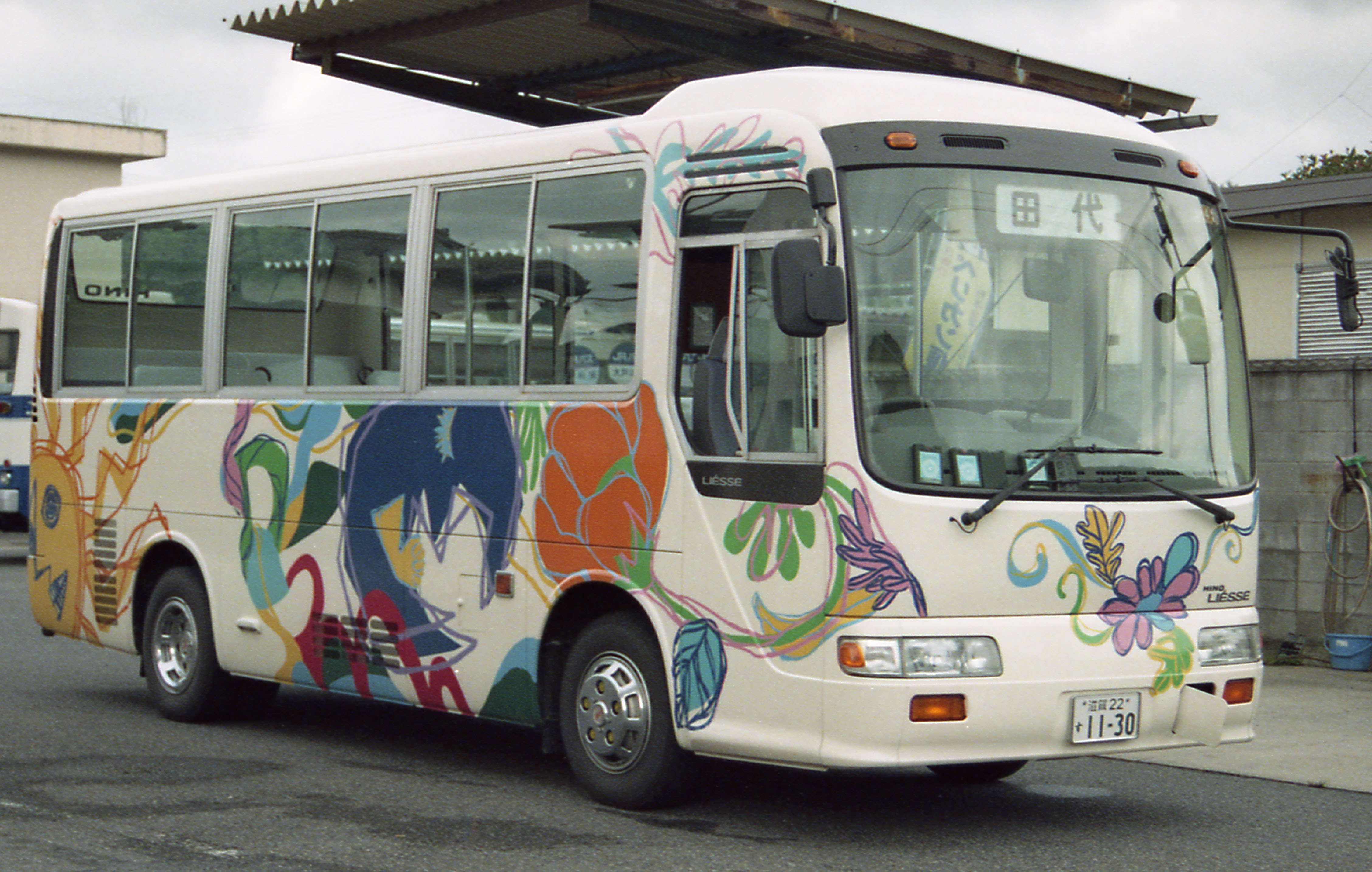
信楽町営バスの車両（1997年9月）

## その他
- 2022年（令和4年）に内貴橋（甲賀市水口町）で雨水幹線整備工事が行われた際、同橋とその北側[注 12]を終日通行止めにして（同橋を経由する）バスの迂回運行を行った[22]。当初の工事予定期間は2023年（令和5年）2月10日までであったが、工事が早期に完了したため、通行規制は同年12月15日に解除された[23]。